# Miguel Hidalgo (Cidade do México)
Miguel Hidalgo é uma demarcação territorial da Cidade do México, situada na parte noroeste da capital mexicana. Possuía em 2015 uma população de 364.439 habitantes, distribuída em uma área de 46 km². Faz fronteira com Azcapotzalco a norte; com Álvaro Obregón, Benito Juárez e Cuajimalpa de Morelos a sul; e com Cuauhtémoc a leste.
A demarcação recebeu seu nome em homenagem a Miguel Hidalgo, considerado o pai da nação mexicana. Como padre na pequena paróquia de Dolores Hidalgo, Hidalgo destacou-se por iniciar a Guerra da Independência do México. Foi fuzilado no dia 30 de julho de 1811 após ser condenado à morte pela Santa Inquisição, que o declarou culpado por heresias e traição.

## Transportes

### Metrô da Cidade do México
Miguel Hidalgo é atendida pelas seguintes estações do Metrô da Cidade do México:
- Auditorio
- Colegio Militar
- Constituyentes
- Cuitláhuac
- Juanacatlán
- Normal
- Panteones
- Patriotismo
- Polanco
- Popotla
- San Joaquín
- Tacuba
- Tacubaya